# Laluque
Laluque är en kommun i departementet Landes i regionen Nouvelle-Aquitaine i sydvästra Frankrike. Kommunen ligger i kantonen Tartas-Ouest som tillhör arrondissementet Dax. År 2022 hade Laluque 1 086 invånare.

## Befolkningsutveckling
Antalet invånare i kommunen Laluque
Referens:INSEE